# ام‌الصخر
ام الصخر، روستایی از توابع بخش مرکزی شهرستان شادگان در استان خوزستان ایران است

## جمعیت
این روستا در دهستان جفال قرار دارد و براساس سرشماری مرکز آمار ایران در سال ۱۳۸۵، جمعیت آن ۱۰۹ نفر (۲۰خانوار) بوده‌است.